# Loituma
Loituma est un groupe finlandais de folk, originaire de Helsinki. Il associe les chants traditionnels vocaux avec les sons de la kantele (harpe finlandaise). Loituma a été sélectionné « groupe de l'année » au festival de musique folk de Kaustinen de 1997.

## Histoire
La première apparition de Loituma a eu lieu à la fin de l'année 1989 sous la forme d'un septuor appelé Jäykkä Leipä, dans le très respecté département de musique folk de l'académie Sibelius. En 1996, Loituma devient connu en chantant Ievan Polkka a cappella. La formation originelle incluait les chanteuses Sanna Kurki-Suonio et Tellu Paulasto, qui sont parties en Suède pour se joindre au groupe Hedningarna. Entre 1996 et 2000, Anita Lehtola est membre à la fois de Loituma et de Hedningarna. Elle est également membre du groupe de musique finlandaise Tallari. En 1998 sort leur premier album Things of Beauty (enregistré en 1995 et sorti en Finlande sous le nom du groupe).
Au fil du temps, le groupe suit son propre chemin musical, intégrant dans ses chansons des influences de diverses origines. L'un des fondements de la musique folk finlandaise est l'art du chant qui permet de raconter des histoires et des sentiments de façon inégalée. Les chants transportent l'auditeur dans l'héritage finlandais, aidés par la musique de fond de Martti Pokela et Toivo Alaspää. Une autre spécificité de Loituma est d'utiliser un kantele, qui permet toute une variété de sons.
En mai 2021 le groupe sort une nouvelle édition a cappella de sa chanson Ievan Polkka.

## Membres
- Sari Kauranen – kanteles, chant
- Anita Lehtola – chant, kantele à 5 cordes
- Timo Väänänen – kanteles, chant
- Hanni-Mari Autere – chant, fiddle, kantele à 5 cordes, flûte à bec alto, contrebasse, tambour en peau de lapin

## Discographie

### Albums
- 1998 : Things of Beauty
- 1999 : In the Moonlight (enregistré en 1998 et dont le titre en version originale est Kuutamolla)

### Reprises et adaptations
- Ievan Polkka (48e place des charts allemands[3]), chanson interprétée par Loituma, est utilisée dans une animation flash qui a rapidement fait le tour d'Internet en mai 2006, dans lequel le personnage d'Orihime Inoue de l'anime Bleach[4][source secondaire nécessaire], adapté du manga du même nom, fait tournoyer un poireau japonais. Ce mème sera repris l'année suivante avec Hatsune Miku.